# Безпанцерни рачета
Безпанцерните рачета (Anostraca) са разред животни от клас Хрилоноги (Branchiopoda).
Таксонът е описан за пръв път от Георг Осиан Сарс през 1867 година.

## Семейства
- Artemiidae
- Branchinectidae
- Branchipodidae
- Chirocephalidae
- Parartemiidae
- Streptocephalidae
- Tanymastigiidae
- Thamnocephalidae